# Jussey
Jussey is een gemeente in het Franse departement Haute-Saône (regio Bourgogne-Franche-Comté). De plaats maakt deel uit van het arrondissement Vesoul. Jussey telde op 1 januari 2022 1.550 inwoners.

## Geografie
De oppervlakte van Jussey bedroeg op 1 januari 2022 33,55 vierkante kilometer; de bevolkingsdichtheid was toen 46,2 inwoners per km².

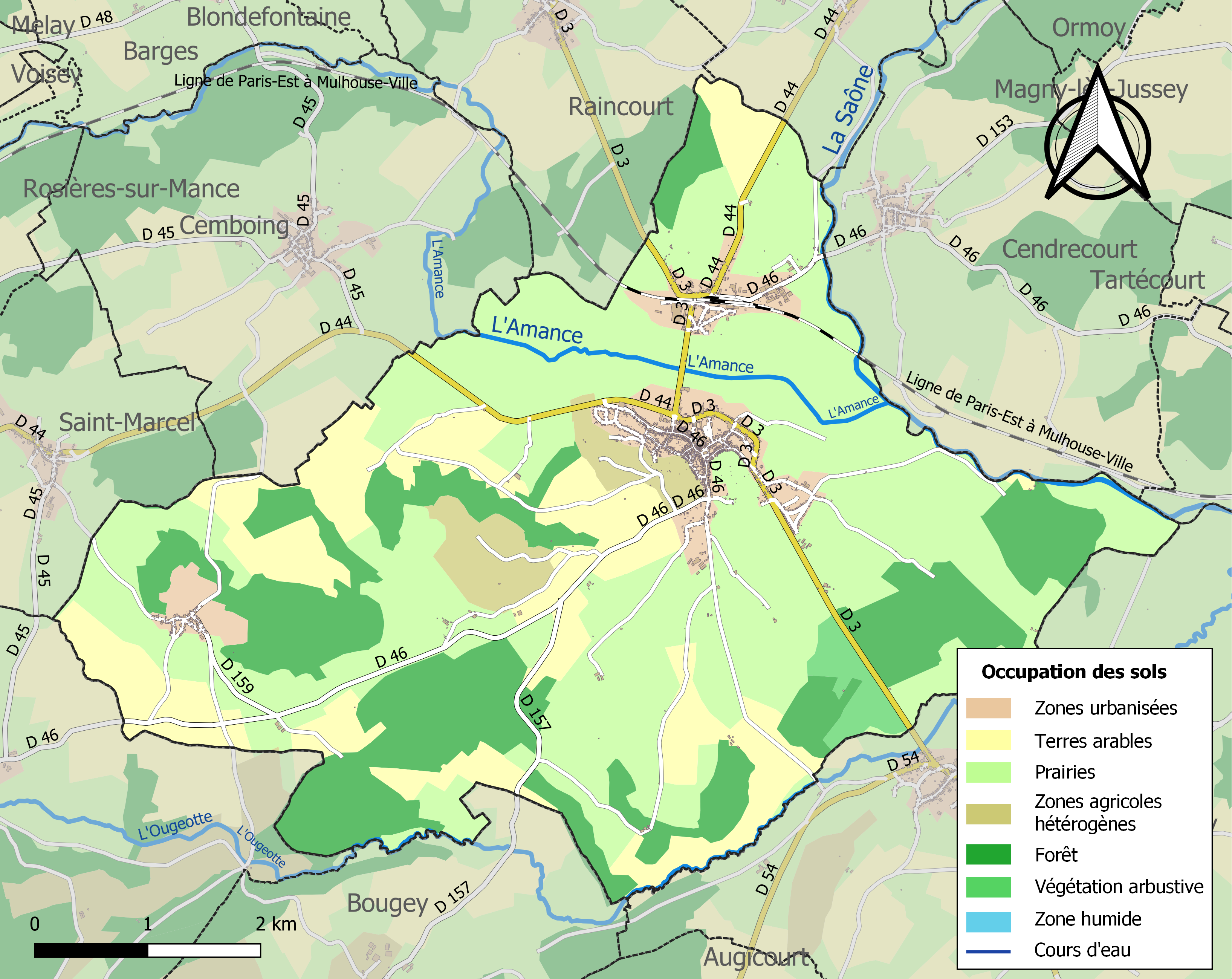
Kaart van de gemeente met de belangrijkste infrastructuur, bodemgebruik en omliggende gemeenten

## Demografie
Onderstaande figuur toont het verloop van het inwonertal (bron: INSEE-tellingen).

## Geboren
- Amédée de Boret (1837), schilder